# آندالوزیت
آندالوزیت  (به انگلیسی: Andalousite) با فرمول شیمیایی Al[16]Al[5][O-SiO4] از مجموعه کانی هاست و لومینسانس قرمز و قرمز جواهری دارد. در منطقه اندلس اسپانیا کشف شده. به سختی در اسیدها حل می‌شود Al2O۳:۶۲٫۹۳٪ SiO۲:۳۷٫۰۷٪ وادخال هایMn (مشابه ویریدین) برای اولین بار در استرالیا کشف شد و از نظر شکل بلور: منشوری، رنگ: خاکستری - خاکستری تیره - قهوه‌ای - قرمز - صورتی، شفافیت: شفاف - نیمه شفاف- غیر شفاف، جلا: شیشه‌ای - چرب - مات، سیستم تبلور: ارترومبیک و در رده‌بندی سیلیکات است همچنین خاصیت مغناطیسی ندارد و منشأ تشکیل آن دگرگونی - پگماتیتی است.
همایند کانی‌شناسی (پارانژ) آن واکنش‌های شیمیایی - اشعه Xتورمالین- روتیل- کوارتز- تورمالین- گارنت است
، از نظر ژیزمان بلوری - آگرگات دانه‌ای - فشرده - رشته‌ای - شعاعی فراوان است و بیشتر در یافت شده درگنایس‌ها، کانی میکاشیست‌ها و پگماتیت‌ها در آلمان غربی، اطریش، اسپانیا، چک اسلواکی، آمریکا، روسیه و استرالیا یافت می‌شود.